# Philarga autochlora
Philarga autochlora är en fjärilsart som beskrevs av Edward Meyrick 1918. Philarga autochlora ingår i släktet Philarga och familjen praktmalar, Oecophoridae. Inga underarter finns listade i Catalogue of Life.